# 松尾和彦
松尾 和彦（まつお かずひこ、1963年5月9日 - ）は、日本の政治家。元青森県三戸町長（2期）、元青森県議会議員（4期）。参議院議員を4期務めた松尾官平は義父。

## 来歴
青森県立三戸高等学校卒業。1986年（昭和61年）3月、青森大学経営学部卒業。
参院議員で義父の松尾官平が1995年（平成7年）8月4日に参議院副議長に就任すると、副議長秘書官になる。 
1999年（平成11年）の青森県議会議員選挙の三戸郡選挙区から無所属で立候補するも落選。2003年（平成15年）の県議選で初当選。2007年（平成19年）の県議選から民主党公認で立候補し再選。2015年（平成27年）に4選。
2016年（平成28年）11月20日に行われた三戸町長選挙に立候補し、現職の竹原義人を54票差で破り初当選を果たした。12月16日、町長就任。
※当日有権者数：9,304人 最終投票率：70.22%（前回比：＋9.04pts）
| 候補者名 | 年齢 | 所属党派 | 新旧別 | 得票数  | 得票率 | 推薦・支持 |
| -------- | ---- | -------- | ------ | ------- | ------ | ---------- |
| 松尾和彦 | 53   | 無所属   | 新     | 3,274票 | 50.42% |            |
| 竹原義人 | 65   | 無所属   | 現     | 3,220票 | 49.58% |            |

2020年（令和2年）、無投票で再選。
立憲民主党県連の要請を受けて2024年10月7日に出馬会見を開き、2024年10月27日の第50回衆議院議員総選挙に青森2区から無所属で出馬したが落選。

## 選挙
| 当落 | 選挙                     | 執行日         | 年齢 | 選挙区       | 政党   | 得票数    | 得票率 | 定数 | 得票順位 /候補者数 | 政党内比例順位 /政党当選者数 |
| ---- | ------------------------ | -------------- | ---- | ------------ | ------ | --------- | ------ | ---- | ------------------ | ---------------------------- |
| 落   | 1999年青森県議会議員選挙 | 1999年4月11日  | 35   | 三戸郡選挙区 | 無所属 | 8338票    |        | 3    | 4/4                | /                            |
| 当   | 2003年青森県議会議員選挙 | 2003年4月13日  | 39   | 三戸郡選挙区 | 無所属 | 1万693票  |        | 3    | 3/4                | /                            |
| 当   | 2007年青森県議会議員選挙 | 2007年4月8日   | 43   | 三戸郡選挙区 | 民主党 | 8954票    |        | 3    | 3/4                | /                            |
| 当   | 2011年青森県議会議員選挙 | 2011年4月10日  | 47   | 三戸郡選挙区 | 民主党 | 7969票    |        | 3    | 3/4                | /                            |
| 当   | 2015年青森県議会議員選挙 | 2015年4月12日  | 45   | 三戸郡選挙区 | 民主党 | 8786票    |        | 3    | 2/4                | /                            |
| 当   | 2016年三戸町長選挙       | 2016年11月20日 | 53   |              | 無所属 | 3274票    | 50.42% | 1    | 1/2                | /                            |
| 当   | 2020年三戸町長選挙       | 2020年11月22日 | 57   |              | 無所属 |           |        | 1    | 1/1                | /                            |
| 落   | 第50回衆議院議員総選挙   | 2024年10月27日 | 61   | 青森県第2区  | 無所属 | 5万6674票 | 31.07% | 1    | 2/4                | /                            |